# 宇治島
宇治島（うじしま）は、瀬戸内海に浮かぶ無人島のひとつで広島県福山市に属す島である。広島県で最も東にある島で、すぐ近くは香川県と岡山県の海域である。

## 概略
現在では宇治島は無人島であるが、戦後の一時期には有人だった時期もある。そのため1948年から1962年まで、福山市立走島中学校宇治島分校が設置されていたこともある。しかし急速に過疎化が進行し、1967年以降は完全に無人島になった。
現在では釣り人を除けば訪れる者も少なく、島にはかつて飼育されていた孔雀が繁殖している。ただし毎年「宇治島サニーアイランド」というイベントが年1回行われており、福山港からチャーター船で宇治島に渡り、海岸清掃後に自由行動するというものである。

## 備考
幕末、土佐海援隊隊長の坂本龍馬が運用したことで知られるいろは丸が、紀州藩の明光丸と衝突後に沈没して、あえない最期を迎えたのは宇治島の沖合いであった。